# Alexandra Lamy
Alexandra Lamy (Villecresnes, 14 de outubro de 1971) é uma atriz e diretora francesa. Ela ficou famosa graças à série de televisão Un gars, une fille.

## Vida pregressa
Alexandra Paulette Mathilde Lamy nasceu em 14 de outubro de 1971 em Villecresnes, no departamento de Val-de-Marne. Ela cresceu em Gard. Durante sua juventude ela falava com um sotaque sulista muito pronunciado, mas conseguia desempenhar papéis apagando seu sotaque, o que lhe permitiu fazer testes em Paris. Em 1990, teve aulas no conservatório de Nîmes.

## Carreira

### Revelação televisiva e difícil estreia no cinema (1995-2008)
Em 1995, Alexandra Lamy conseguiu seu primeiro papel em um comercial dirigido por Patrice Leconte. No mesmo ano, ela apareceu em La Croisière foll'amour. Tornou-se famosa graças à série de televisão Un gars, une fille, transmitida no canal France 2 de outubro de 1999 a junho de 2003, e onde é parceira de Jean Dujardin. Eles interpretam os personagens com seus nomes Jean, também conhecido como Loulou e Alexandra, conhecida como Alex, e também conhecida como Chouchou.
No teatro, teve um papel em Théorbe de Christian Siméon que lhe rendeu uma indicação ao Molières 2004, na categoria Revelação Teatral Feminina. Ela fez aparições na série de televisão Palizzi. Ela apareceu em dois filmes em 2003, Rien que du bonheur e Livraison à domicile, que não fizeram sucesso.
Em 2005, estrelou em comédias: L'Antidote, de Vincent De Brus, que é um fracasso, assim como Au suivant !, de Jeanne Biras, no qual ela desempenha o papel principal, e a sátira Vive la vie, de Yves Fajnberg. Ela continua com uma veia romântica: On va s'aimer, de Ivan Calbérac, em 2006; Cherche fiancé tous frais payés em 2007; e Modern Love, escrito e dirigido por Stéphane Kazandjian em 2008. Os filmes passam despercebidos.

### 2009-2015

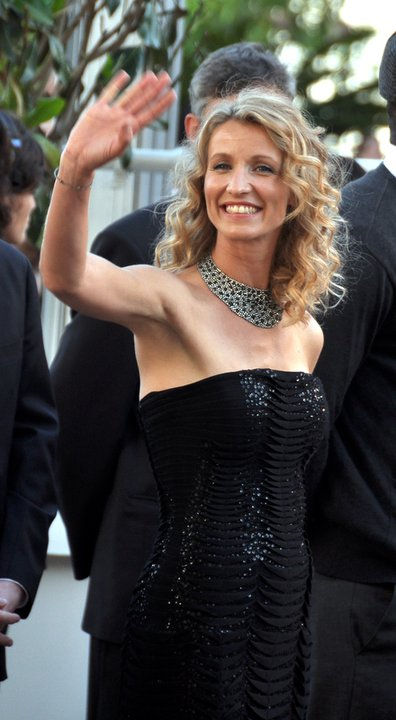
Alexandra Lamy no Festival de Cinema de Cannes de 2011

Em 2009, Alexandra Lamy atuou no filme Ricky de François Ozon, apresentado em competição no 59º Festival de Cinema de Berlim; ela é elogiada por esse papel num registro dramático e fantástico, mas o filme em si não convence. No mesmo ano, desempenhou um papel coadjuvante na produção Lucky Luke, de James Huth, onde se reuniu com Jean Dujardin.
Em 2010 ela apareceu em um anúncio do videogame Wii Fit Plus. Em 2012, ela co-estrelou o thriller Possessions, com Jérémie Renier, Julie Depardieu, e Lucien Jean-Baptiste. Ela participa do esquete Les Infidèles, para o esquete La Question, de Emmanuelle Bercot. O filme foi um sucesso, ao contrário dos outros filmes do ano. Ela é dirigida por Sandrine Bonnaire no drama J'enrage de son ausente, com William Hurt e Augustin Legrand. Tem o papel protagonista feminino na comédia L'Oncle Charles, de Étienne Chatiliez. No mesmo ano, produziu uma reportagem para a televisão sobre histiocitose, transmitida no programa Envoyé special em 19 de abril de 2012 na France 2. Em 2014, interpretou a comédia Jamais le premier soir, com Mélanie Doutey e Julie Ferrier, e um drama, com De tous nos forces, de Nils Tavernier.
Em 2015, contracenou com as estrelas do gênero, Franck Dubosc e Kad Merad, na comédia Bis, de Dominique Farrugia. Na televisão, atua no registro dramático Une chance de trop, adaptação do romance de Harlan Coben; ela ganhou o prêmio de melhor atuação feminina no Festival de ficção de TV de La Rochelle 2015. Faz parte do júri do 26º Festival de Cinema Britânico de Dinard, presidido por Jean Rochefort.

### Atriz popular (desde 2015)
Em 2016, Alexandra Lamy desempenhou o papel principal no telefilme dramático Après moi le bonheur, dirigido por Nicolas Cuche. O diretor Éric Lavaine a escolheu como protagonista em suas comédias Retour chez ma mère em 2016, e L'Embarras du choix em 2017.
Em 2017, a atriz estrelou ao lado de Benoît Poelvoorde a comédia-drama 7 jours pas plus, escrita e dirigida por Héctor Cabello Reyes (co-roteirista de Éric Lavaine), que trata da imigração e da solidão. No mesmo ano, integrou o elenco do drama histórico Nos patriotes, de Gabriel Le Bomin, que conta a vida de um jovem tirailleur senegalês durante a Segunda Guerra Mundial. Ela é a atração principal do drama Par instinct, escrito e dirigido por Nathalie Marchak, onde ela interpreta uma empresária envolvida em um caso de escravidão.
Recomendada por Éric Lavaine ao ator Franck Dubosc quando ele foi para atrás das câmeras, ela teve o papel protagonista feminino em Tout le monde debout, o de uma cadeirante de quarenta anos, ensolarada e positiva, cujo herói, interpretado por Dubosc, cai apaixonado. O filme foi um sucesso de crítica e comercial no início de 2018. Em 2018, interpretou uma gerente de campanha na sátira política Le Poulain, escrita e dirigida pelo quadrinista Mathieu Sapin. Ela estrelou Convoi exceptionnel, décimo oitavo longa-metragem de Bertrand Blier, ao lado de Gérard Depardieu, Christian Clavier e Édouard Baer. Ela então continua o reencontro: com Éric Lavaine para a comédia dramática Chamboultout, depois, para a continuação do sucesso, Retour chez ma mère. Por fim, ela se junta a Franck Dubosc em Le Sens de la famille, lançado em 2021.

## Vida pessoal

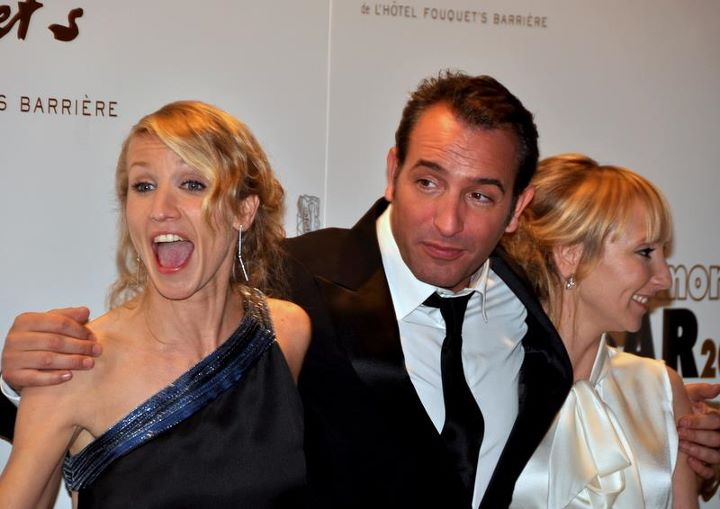
Alexandra Lamy no César de 2012, com seu então companheiro Jean Dujardin e sua irmã Audrey Lamy.

Foi companheira do ator suíço Thomas Jouannet de 1995 a 2003. Juntos, eles têm uma filha, Chloé Jouannet (nascida em 1997), que também é atriz.
Em 2003, foi companheira do ator Jean Dujardin, que conheceu no set da série Un gars, une fille. Eles se casaram em 25 de julho de 2009 em Anduze, no departamento de Gard. Eles se divorciaram em 27 de setembro de 2024. Desde outubro de 2013, ela mora em Londres com sua filha. Depois de seis anos na capital britânica, regressou à Paris, em 2019.
Ela tem uma irmã mais nova, Audrey Lamy, também atriz. Ela é prima do político francês François Lamy. Ela é muito amiga da atriz Mélanie Doutey, que conheceu no set do filme On va s'aimer de Ivan Calbérac em 2005.

## Filmografia

### Cinema

#### Curtas-metragens
| Ano  | Título                          | Personagem   | Direção                           | Detalhes    |
| ---- | ------------------------------- | ------------ | --------------------------------- | ----------- |
| 1997 | Le Siécle porcelaine            |              | Pascal Magontier                  | Docu-ficção |
| 1999 | Petit jeu de mort               |              | Christophe Devauchelle            |             |
| 2002 | Visite guidée                   | Anne Gastini | Caroline Roucoux e Hervé Thébault |             |
| 2002 | À l'abri des regards indiscrets | A pin-up     | Ruben Alves e Hugo Gélin          |             |
| 2003 | Même pas mal                    | A jovem      | Caroline Roucoux e Hervé Thébault |             |

### Animação
<div class="div-col columns column-count column-count-* 2006 : Lucas, fourmi malgré lui de John A. Davis : Hova, l'infirmière (film, doublage français)
- 2012 : Cendrillon au Far West de Pascal Hérold : Cendrillon (film)
- 2012 : Le Lorax de Chris Renaud et Kyle Balda : la mère de Ted (film, doublage français)
- 2014 : Silex and the City de Jul : Juliette Bidoche; d'une hôtesse de l'air ; d'une directrice d'agence de voyage (série)
- 2020 : Calamity, une enfance de Martha Jane Cannary : Madame Moustache (film)" style="-moz-column-count: * 2006 : Lucas, fourmi malgré lui de John A. Davis : Hova, l'infirmière (film, doublage français)
- 2012 : Cendrillon au Far West de Pascal Hérold : Cendrillon (film)
- 2012 : Le Lorax de Chris Renaud et Kyle Balda : la mère de Ted (film, doublage français)
- 2014 : Silex and the City de Jul : Juliette Bidoche; d'une hôtesse de l'air ; d'une directrice d'agence de voyage (série)
- 2020 : Calamity, une enfance de Martha Jane Cannary : Madame Moustache (film); -webkit-column-count: * 2006 : Lucas, fourmi malgré lui de John A. Davis : Hova, l'infirmière (film, doublage français)
- 2012 : Cendrillon au Far West de Pascal Hérold : Cendrillon (film)
- 2012 : Le Lorax de Chris Renaud et Kyle Balda : la mère de Ted (film, doublage français)
- 2014 : Silex and the City de Jul : Juliette Bidoche; d'une hôtesse de l'air ; d'une directrice d'agence de voyage (série)
- 2020 : Calamity, une enfance de Martha Jane Cannary : Madame Moustache (film); column-count: * 2006 : Lucas, fourmi malgré lui de John A. Davis : Hova, l'infirmière (film, doublage français)
- 2012 : Cendrillon au Far West de Pascal Hérold : Cendrillon (film)
- 2012 : Le Lorax de Chris Renaud et Kyle Balda : la mère de Ted (film, doublage français)
- 2014 : Silex and the City de Jul : Juliette Bidoche; d'une hôtesse de l'air ; d'une directrice d'agence de voyage (série)
- 2020 : Calamity, une enfance de Martha Jane Cannary : Madame Moustache (film);  ">
- 2006 : Lucas, fourmi malgré lui de John A. Davis : Hova, l'infirmière (film, doublage français)
- 2012 : Cendrillon au Far West de Pascal Hérold : Cendrillon (film)
- 2012 : Le Lorax de Chris Renaud et Kyle Balda : la mère de Ted (film, doublage français)
- 2014 : Silex and the City de Jul : Juliette Bidoche; d'une hôtesse de l'air ; d'une directrice d'agence de voyage (série)
- 2020 : Calamity, une enfance de Martha Jane Cannary : Madame Moustache (film)

### Reportagem
- 2012: L'Histiocytose para Enviado Especial no France 2

### Televisão

#### Atriz
<div class="div-col columns column-count column-count-* 1995 : Les Garçons de la plage, épisodes 73 à 75  : Sandra
- 1995 : Le Miracle de l'amour, épisode 98 José d'Emmanuel Fonlladosa  : une fille à la salle de sport
- 1996 : Croisière Foll'Amour, épisode 60  : Charlotte
- 1996 : Les Années fac, saison 1 épisode 43 Le Secret  : Natacha, en boîte de nuit
- 1997 : Un malade en or de Sylvain Madigan (téléfilm)
- 1998 : Les Années bleues, épisode Tony et Roro de Colette Maitre (série tv) : Martine
- 1998 : Une femme d'honneur, épisode 8 Une ombre au tableau de Philippe Monnier  : Virginie
- 1999 à 2003 : Un gars, une fille, adaptée par Isabelle Camus et Hélène Jacques  : Alex dite « Chouchou »
- 1999 : Un gars, une fille au Québec, invité spécial dans l'épisode "À Paris"; repris son rôle de la série française : Alex
- 2008 : Palizzi, saison 1 épisode 3 Insistance sociale réalisé par Jean Dujardin, saison 2 épisode 19 Molina pas moyen  : madame Molina
- 2009 : A.D.A. : L'Argent des autres, pièce de théâtre filmée de Dominique Thiel : Cathy
- 2013 : Le Débarquement, émission à sketches diffusée sur Canal+
- 2015 : Une chance de trop de François Velle, adaptation du roman d'Harlan Coben[23]  : Alice Lambert
- 2016 : Après moi le bonheur de Nicolas Cuche  : Marie-Laure
- 2017 : Scènes de ménages : Ça va être leur fête !  : La mariée
- 2021 : LOL : qui rit, sort ! sur Amazon Prime : participation
- 2022 : Planète animale. Les jeux de l'amour de Jeff Wilson, Simon Nash et Joe Loncraine : la narratrice[24]
- 2023 : Killer Coaster de Nikola Lange : Sandrine (série Prime Vidéo)" style="-moz-column-count: * 1995 : Les Garçons de la plage, épisodes 73 à 75  : Sandra
- 1995 : Le Miracle de l'amour, épisode 98 José d'Emmanuel Fonlladosa  : une fille à la salle de sport
- 1996 : Croisière Foll'Amour, épisode 60  : Charlotte
- 1996 : Les Années fac, saison 1 épisode 43 Le Secret  : Natacha, en boîte de nuit
- 1997 : Un malade en or de Sylvain Madigan (téléfilm)
- 1998 : Les Années bleues, épisode Tony et Roro de Colette Maitre (série tv) : Martine
- 1998 : Une femme d'honneur, épisode 8 Une ombre au tableau de Philippe Monnier  : Virginie
- 1999 à 2003 : Un gars, une fille, adaptée par Isabelle Camus et Hélène Jacques  : Alex dite « Chouchou »
- 1999 : Un gars, une fille au Québec, invité spécial dans l'épisode "À Paris"; repris son rôle de la série française : Alex
- 2008 : Palizzi, saison 1 épisode 3 Insistance sociale réalisé par Jean Dujardin, saison 2 épisode 19 Molina pas moyen  : madame Molina
- 2009 : A.D.A. : L'Argent des autres, pièce de théâtre filmée de Dominique Thiel : Cathy
- 2013 : Le Débarquement, émission à sketches diffusée sur Canal+
- 2015 : Une chance de trop de François Velle, adaptation du roman d'Harlan Coben[23]  : Alice Lambert
- 2016 : Après moi le bonheur de Nicolas Cuche  : Marie-Laure
- 2017 : Scènes de ménages : Ça va être leur fête !  : La mariée
- 2021 : LOL : qui rit, sort ! sur Amazon Prime : participation
- 2022 : Planète animale. Les jeux de l'amour de Jeff Wilson, Simon Nash et Joe Loncraine : la narratrice[25]
- 2023 : Killer Coaster de Nikola Lange : Sandrine (série Prime Vidéo); -webkit-column-count: * 1995 : Les Garçons de la plage, épisodes 73 à 75  : Sandra
- 1995 : Le Miracle de l'amour, épisode 98 José d'Emmanuel Fonlladosa  : une fille à la salle de sport
- 1996 : Croisière Foll'Amour, épisode 60  : Charlotte
- 1996 : Les Années fac, saison 1 épisode 43 Le Secret  : Natacha, en boîte de nuit
- 1997 : Un malade en or de Sylvain Madigan (téléfilm)
- 1998 : Les Années bleues, épisode Tony et Roro de Colette Maitre (série tv) : Martine
- 1998 : Une femme d'honneur, épisode 8 Une ombre au tableau de Philippe Monnier  : Virginie
- 1999 à 2003 : Un gars, une fille, adaptée par Isabelle Camus et Hélène Jacques  : Alex dite « Chouchou »
- 1999 : Un gars, une fille au Québec, invité spécial dans l'épisode "À Paris"; repris son rôle de la série française : Alex
- 2008 : Palizzi, saison 1 épisode 3 Insistance sociale réalisé par Jean Dujardin, saison 2 épisode 19 Molina pas moyen  : madame Molina
- 2009 : A.D.A. : L'Argent des autres, pièce de théâtre filmée de Dominique Thiel : Cathy
- 2013 : Le Débarquement, émission à sketches diffusée sur Canal+
- 2015 : Une chance de trop de François Velle, adaptation du roman d'Harlan Coben[23]  : Alice Lambert
- 2016 : Après moi le bonheur de Nicolas Cuche  : Marie-Laure
- 2017 : Scènes de ménages : Ça va être leur fête !  : La mariée
- 2021 : LOL : qui rit, sort ! sur Amazon Prime : participation
- 2022 : Planète animale. Les jeux de l'amour de Jeff Wilson, Simon Nash et Joe Loncraine : la narratrice[26]
- 2023 : Killer Coaster de Nikola Lange : Sandrine (série Prime Vidéo); column-count: * 1995 : Les Garçons de la plage, épisodes 73 à 75  : Sandra
- 1995 : Le Miracle de l'amour, épisode 98 José d'Emmanuel Fonlladosa  : une fille à la salle de sport
- 1996 : Croisière Foll'Amour, épisode 60  : Charlotte
- 1996 : Les Années fac, saison 1 épisode 43 Le Secret  : Natacha, en boîte de nuit
- 1997 : Un malade en or de Sylvain Madigan (téléfilm)
- 1998 : Les Années bleues, épisode Tony et Roro de Colette Maitre (série tv) : Martine
- 1998 : Une femme d'honneur, épisode 8 Une ombre au tableau de Philippe Monnier  : Virginie
- 1999 à 2003 : Un gars, une fille, adaptée par Isabelle Camus et Hélène Jacques  : Alex dite « Chouchou »
- 1999 : Un gars, une fille au Québec, invité spécial dans l'épisode "À Paris"; repris son rôle de la série française : Alex
- 2008 : Palizzi, saison 1 épisode 3 Insistance sociale réalisé par Jean Dujardin, saison 2 épisode 19 Molina pas moyen  : madame Molina
- 2009 : A.D.A. : L'Argent des autres, pièce de théâtre filmée de Dominique Thiel : Cathy
- 2013 : Le Débarquement, émission à sketches diffusée sur Canal+
- 2015 : Une chance de trop de François Velle, adaptation du roman d'Harlan Coben[23]  : Alice Lambert
- 2016 : Après moi le bonheur de Nicolas Cuche  : Marie-Laure
- 2017 : Scènes de ménages : Ça va être leur fête !  : La mariée
- 2021 : LOL : qui rit, sort ! sur Amazon Prime : participation
- 2022 : Planète animale. Les jeux de l'amour de Jeff Wilson, Simon Nash et Joe Loncraine : la narratrice[27]
- 2023 : Killer Coaster de Nikola Lange : Sandrine (série Prime Vidéo);  ">
- 1995 : Les Garçons de la plage, épisodes 73 à 75  : Sandra
- 1995 : Le Miracle de l'amour, épisode 98 José d'Emmanuel Fonlladosa  : une fille à la salle de sport
- 1996 : Croisière Foll'Amour, épisode 60  : Charlotte
- 1996 : Les Années fac, saison 1 épisode 43 Le Secret  : Natacha, en boîte de nuit
- 1997 : Un malade en or de Sylvain Madigan (téléfilm)
- 1998 : Les Années bleues, épisode Tony et Roro de Colette Maitre (série tv) : Martine
- 1998 : Une femme d'honneur, épisode 8 Une ombre au tableau de Philippe Monnier  : Virginie
- 1999 à 2003 : Un gars, une fille, adaptée par Isabelle Camus et Hélène Jacques  : Alex dite « Chouchou »
- 1999 : Un gars, une fille au Québec, invité spécial dans l'épisode "À Paris"; repris son rôle de la série française : Alex
- 2008 : Palizzi, saison 1 épisode 3 Insistance sociale réalisé par Jean Dujardin, saison 2 épisode 19 Molina pas moyen  : madame Molina
- 2009 : A.D.A. : L'Argent des autres, pièce de théâtre filmée de Dominique Thiel : Cathy
- 2013 : Le Débarquement, émission à sketches diffusée sur Canal+
- 2015 : Une chance de trop de François Velle, adaptation du roman d'Harlan Coben[23]  : Alice Lambert
- 2016 : Après moi le bonheur de Nicolas Cuche  : Marie-Laure
- 2017 : Scènes de ménages : Ça va être leur fête !  : La mariée
- 2021 : LOL : qui rit, sort ! sur Amazon Prime : participation
- 2022 : Planète animale. Les jeux de l'amour de Jeff Wilson, Simon Nash et Joe Loncraine : la narratrice[28]
- 2023 : Killer Coaster de Nikola Lange : Sandrine (série Prime Vidéo)

#### Direção
- 2022: Touchées

### Clipes
- 2021: À qui dire qu'on est seul, vídeo clipe para a música Pascal Obispo

## Teatro
- 1994 : La Poule aux œufs d'or d'Alexandre Vial, mise en scène Michel Galabru, tournée

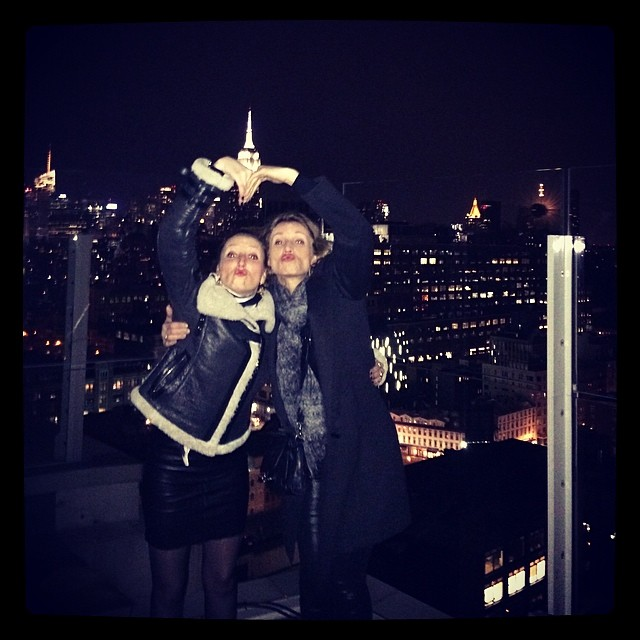
Alexandra Lamy e sua irmã Audrey Lamy para La Vénus no Warthog, em Nova York, em 2014

- 1995 : Le Portefeuille de Pierre Sauvil et Éric Assous, mise en scène Jean-Luc Moreau, Théâtre Saint-Georges
- 1996 : Ciel ma mère de Clive Exton, mise en scène Jean-Luc Moreau, Théâtre de la Michodière
- 2003 : Théorbe de Christian Siméon, mise en scène Didier Long, Petit Théâtre de Paris
- 2006 : Deux sur la balançoire de William Gibson, mise en scène Bernard Murat, Théâtre Édouard VII
- 2009 : Ada : l'argent des autres de Jerry Sterner, mise en scène Daniel Benoin, Théâtre national de Nice
- 2010 : Le Rattachement de Didier van Cauwelaert, mise en scène Daniel Benoin, Théâtre national de Nice
- 2011 : L'Amour, la Mort, les Fringues de Delia Ephron et Nora Ephron, mise en scène Danièle Thompson, Théâtre Marigny
- 2012 : Festen la suite de Thomas Vinterberg, mise en scène Daniel Benoin, Théâtre national de Nice, Théâtre des Célestins, Théâtre du Rond-Point
- 2013 : La Vénus au phacochère de Christian Siméon, mise en scène Christophe Lidon, Théâtre de l'Atelier

## Distinções

### Condecoração
- Cavaleira da Ordem Nacional do Mérito

### Prêmios
- Troféus Mulheres de Ouro 2006: Mulher de Ouro do Cinema
- Festival de ficção de TV de La Rochelle 2015: Melhor interpretação feminina por Une chance de trop
- Festival Alpe d'Huez 2017: Prêmio de Melhor interpretação feminina por L'Embarras du choix
- Globos de Cristal 2019: Melhor atriz de comédia por Tout le monde debout[29]

### Indicações
- Molières 2004: Molière de revelação teatral feminina por Théorbe[30]
- Ensores 2017: Melhor atriz por Vincent